# Nisina Kae
Nisina Kae (仁科 賀恵; Hepburn: Nishina Kae) (Japán, 1972. december 7. –) japán válogatott labdarúgó.

## Klub
Az Iga FC Kunoichi csapatában játszott.

## Nemzeti válogatott
1995-ben debütált a japán válogatottban. A japán válogatott tagjaként részt vett az 1995-ös, az 1999-es világbajnokságon és az 1996. évi nyári olimpiai játékokon. A japán válogatottban 46 mérkőzést játszott.

## Statisztika
| Japán válogatott | Japán válogatott | Japán válogatott |
| Időszak          | Mérk.            | gól              |
| ---------------- | ---------------- | ---------------- |
| 1995             | 9                | 0                |
| 1996             | 10               | 0                |
| 1997             | 7                | 1                |
| 1998             | 10               | 0                |
| 1999             | 6                | 0                |
| 2000             | 4                | 1                |
| Összesen         | 46               | 2                |

## Sikerei, díjai
Japán válogatott
- Ázsia-kupa:  Ezüst; 1995,  Bronz; 1997